# Розео (Лече)
Розео (итал. Roseo) је насеље у Италији у округу Лече, региону Апулија.
Према процени из 2011. у насељу је живело 29 становника. Насеље се налази на надморској висини од 57 м.